# Ожбалт
Ожбалт (словен. Ožbalt) је насељено место у општини Подвелка, Корушка регија, Словенија.

## Историја
До територијалне реорганизације у Словенији био је у саставу старе општине Радље об Драви.

## Становништво
У попису становништва из 2011. године, Ожбалт је имао 264 становника.
| Број становника према пописима | Број становника према пописима | Број становника према пописима |
| ------------------------------ | ------------------------------ | ------------------------------ |
| 1991                           | 2002                           | 2011                           |
| 302                            | 301                            | 264                            |

Напомена: До 1952. исказивано под именом Свети Ожбалт.

## Галерија
- поглед на Ожбалт
- црквени олтар
- детаљ
- табла на улазу
- Драва на току кроз Ожбалт
- Хидроелектрана "Ожбалт"
- стари мост